# Baburo
Baburo är en ort i Mexiko.   Den ligger i kommunen Etchojoa och delstaten Sonora, i den västra delen av landet, 1 400 km nordväst om huvudstaden Mexico City. Baburo ligger 31 meter över havet och antalet invånare är 149.
Terrängen runt Baburo är mycket platt. Runt Baburo är det ganska glesbefolkat, med 34 invånare per kvadratkilometer. Närmaste större samhälle är Navojoa, 12,1 km öster om Baburo. Trakten runt Baburo består till största delen av jordbruksmark.